# Otto von Briesen (General)
Karl Otto von Briesen (* 20. August 1832 in Kobershain; † 19. August 1905 in Dresden) war ein preußischer Generalleutnant.

## Leben

### Herkunft
Otto entstammte dem Adelsgeschlecht von Briesen. Er war der älteste Sohn des gleichnamigen preußischen Landrats Otto von Briesen (1804–1868) und dessen Ehefrau Aline, geborene von Obernitz (1809–1863).

### Militärkarriere
Briesen besuchte das Gymnasium in Torgau und trat am 27. November 1850 als Dreijährig-Freiwilliger in das 20. Infanterie-Regiment der Preußischen Armee ein. Er avancierte zum Sekondeleutnant und war kurzzeitig von Ende Oktober 1854 bis Anfang Februar 1855 im 24. Infanterie-Regiment tätig. Anschließend kehrte Briesen in sein Stammregiment zurück, war für vier Monate zur Gewehrfabrik Spandau kommandiert und wurde im Juni 1858 Adjutant des I. Bataillons. Zwischenzeitlich zum Premierleutnant aufgestiegen, diente er von Dezember 1861 bis Ende Juni 1865 als Regimentsadjutant. Er nahm 1866 am Deutschen Krieg teil und avancierte Ende Oktober zum Hauptmann und Kompaniechef. In dieser Eigenschaft führte Briesen seine Kompanie 1870/71 im Krieg gegen Frankreich in den Schlachten bei Vionville, Gravelotte, Orléans und Le Mans sowie bei der Belagerung von Metz.
Ausgezeichnet mit beiden Klassen des Eisernen Kreuzes stieg Briesen nach dem Friedensschluss im Oktober 1873 zum Major auf und wurde am 15. November 1873 in den Stab des 2. Hessischen Infanterie-Regiments Nr. 82 nach Göttingen versetzt. Für ein Jahr war er ab dem 20. Februar 1875 Kommandeur des I. Bataillons und anschließend Kommandeur des Füsilier-Bataillons in Einbeck. In dieser Stellung Mitte Oktober 1880 zum Oberstleutnant befördert, wurde er Mitte November 1883 etatsmäßiger Stabsoffizier und am 17. Februar 1885 unter Stellung à la suite mit der Führung des 8. Brandenburgischen Infanterie-Regiments Nr. 64 (Prinz Friedrich Carl von Preußen) in Prenzlau beauftragt. Unter Beförderung zum Oberst erfolgte am 26. März 1885 seine Ernennung zum Regimentskommandeur. Ab dem 19. September 1888 schloss sich eine Verwendung als Generalmajor und Kommandeur der 16. Infanterie-Brigade in Erfurt an. Briesen wurde am 29. Juli 1890 unter Verleihung des Charakters als Generalleutnant mit Pension zur Disposition gestellt und erhielt anlässlich seiner Verabschiedung das Komturkreuz I. Klasse des Herzoglich Sachsen-Ernestinischen Hausordens.

### Familie
Briesen hatte sich am 22. Juli 1889 in Erfurt mit Katharina von Wentzel, geschiedene von Oertzen (* 1854) verheiratet. Aus der Ehe ging der Sohn Manfred (1890–1909) hervor.